# Іріса
Ірі́са (окс. Irissa) — сучасний терсун, адміністративна одиниця другого рівня у районі (кумарці) Баль-д'Аран у Каталонії.
Терсун Ірісо, як і інші терсуни, відновлений у кумарці Баль-д'Аран 13 липня 1990 р. відповідно до закону 16/1990 Жанаралітату Каталонії.
Терсун Ірісо включає муніципалітети Біламос, Аррес та Ес-Бордес. Від цього терсуну до Генеральної ради Арану обирається 1 радник.